# Claudine André

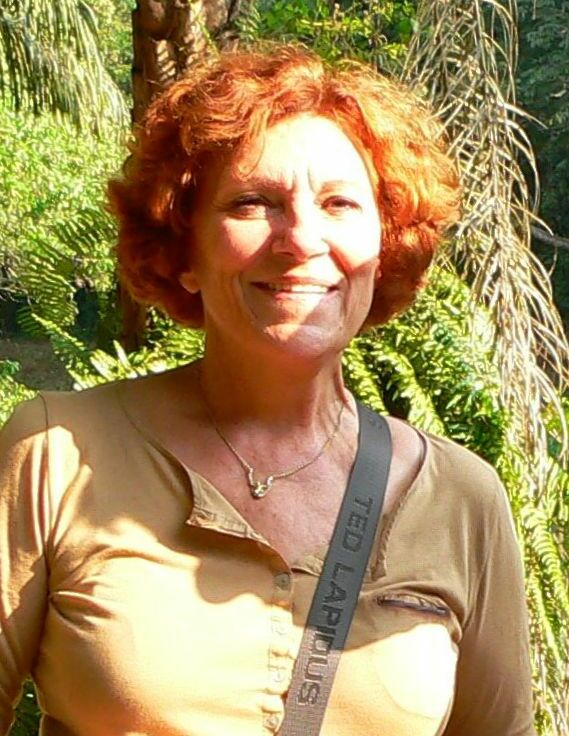
Claudine André, 2012

Claudine André (* 1946 in La Hestre, Belgien) ist eine belgisch-kongolesische Kunsthändlerin, Tierschützerin und Autorin.

## Leben
Claudine André wurde in Belgien geboren. Mit vier Jahren kam sie nach Belgisch-Kongo, da ihr Vater, ein Tierarzt, damals von der Regierung dorthin berufen worden war. 
Außerdem war Andrés Vater Regierungsangestellter und Plantagenbesitzer im damaligen Belgisch-Kongo, sodass sie in einer noch nahezu unberührten Natur aufwachsen konnte.
Mit dem Ende der belgischen Kolonialherrschaft musste Claudine André als 14-Jährige mit ihrer Familie nach Belgien fliehen. Kaum erwachsen, zog es sie zurück in den Kongo. Sie heiratete, bekam zwei Kinder und arbeitete als Kunsthändlerin und Geschäftsfrau in Kinshasa. 1991, das Land wurde erschüttert von kriegerischen Auseinandersetzungen zwischen der Armee von Diktator Mobutu Sese Seko und Oppositionellen, floh sie mit ihrer Familie erneut nach Belgien. Nach der Etablierung Kabilas kehrte sie zurück und begann, den Zoo in Kinshasa beim Wiederaufbau zu unterstützen.

## Lola ya Bonobo
Nach einem Erlebnis mit einem Bonobo-Waisen 1994 im Zoo von Kinshasa verschrieb sie sich der Rettung der vom Aussterben bedrohten Tierart und gründete die Tierschutzorganisation A.A.C., die sich 2002 in ABC („Les Amis des Bonobos du Congo“) umbenannte.
2002 gelang es, eine Bonobo-Schutzstation in der Nähe von Kinshasa zu errichten, Lola ya Bonobo, das Paradies der Bonobos. Dort arbeitet sie mit 20 Mitarbeitern, darunter einheimische und internationale Biologen, Ökologen und Tierpflegern. Sie steht in Kontakt mit internationalen Umweltorganisationen und afrikanischen Schutz- und Auffangstationen. Lola bedeutet „Paradies“ in Lingala, einer der Sprachen des Kongo. Die Schutzstation wurde in Trägerschaft des Umweltministeriums offiziell eröffnet. Außerdem ist „Lola ya Bonobo“ ein Mitglied des Panafrikanischen Bündnisses der Schutzstationen für Primaten (PASA).
Wenn auf Märkten um Kinshasa junge Bonobos zum Verkauf angeboten werden, greift die Tierschutzorganisation ABC ein und weist das Umweltministerium auf die Tiere hin. Sie sorgt so für ihre Beschlagnahmung und nimmt sie dann in ihrer Schutzstation Lola ya Bonobo auf.
„Der Schlüssel zum Schutz der Bonobos“, betonte André in einem Interview, „liegt in Bildung.“ Nur wer wisse, wie wertvoll die Naturschätze des eigenen Landes seien, werde sie auch bewahren. Mehr als 20.000 kongolesische Kinder hat André schon durch ihre Bonobo-Schutzstation Lola ya Bonobo in der Nähe der Hauptstadt Kinshasa geführt. „Wir klären sie über die Affen auf, wie nahe sie mit uns verwandt sind und wie sie leben“, erzählt sie. Wenn dann eines der Kinder zu ihr kommt und fragt, wie man denn Biologe werden könne, um die Affen später besser zu studieren und zu schützen, dann sei das schon ein enormer Fortschritt.

## Werke
- Claudine André: Wilde Zärtlichkeit. Mein Paradies für Bonobos im Herzen Afrikas. Kosmos-Verlag, Stuttgart 2007.
- Claudine André, C. Kamate, P. Mbonzo, D. Morel, B. Hare: The Conservation Value of Lola ya Bonobo Sanctuary. In: Takeshi Furuichi, Jo Thompson (Hrsg.): The Bonobos Behavior, Ecology, and Conservation. Springer, New York 2008, ISBN 978-0-387-74785-9, S. 303–322.

## Auszeichnung
- Im Dezember 2020 wurde André die Ehrendoktorwürde der Vetsuisse-Fakultät der Universität Bern verliehen.[4]